# Rothenbrunnen
Rothenbrunnen (Reto-Romaans: Giuvaulta) is een gemeente en plaats in het Zwitserse kanton Graubünden, en maakt deel uit van het district Hinterrhein.
Rothenbrunnen telt 303 inwoners.

## Geboren
- Hans Christoffel (1865-1962), Nederlandse KNIL-militair van Zwitserse afkomst